# Neoepicorsia furvulalis
Neoepicorsia furvulalis is een vlinder uit de familie van de grasmotten (Crambidae). De wetenschappelijke naam van de soort is voor het eerst geldig gepubliceerd in 1978 door Munroe.